# Liste der Monuments historiques in Cuvilly
Die Liste der Monuments historiques in Cuvilly führt die Monuments historiques in der französischen Gemeinde Cuvilly auf.

## Liste der Objekte
| Bezeichnung                                     | Beschreibung                          | Standort                     | Kennzeichnung | Schutzstatus | Datum | Bild |
| ----------------------------------------------- | ------------------------------------- | ---------------------------- | ------------- | ------------ | ----- | ---- |
| Grabplatte für Jean de Poix und Marie de Lannoy | Kalkstein, Mitte des 16. Jahrhunderts | in der Kirche St-Éloi (Lage) | PM60000706    | Classé       | 1906  |      |
| Lesepult                                        | Holz, 1636                            | in der Kirche St-Éloi (Lage) | PM60000705    | Classé       | 1905  |      |